# Tortigliano
Tortigliano è una frazione del comune di Anghiari (Provincia di Arezzo).

## Geografia fisica
Il piccolo borgo di Tortigliano è situato ad otto chilometri circa da Anghiari in cima ad una collina al cui fianco scorre l'omonimo rio, geograficamente è parte della Valtiberina Toscana.

## Storia
Le prime notizie della chiesa e quindi del borgo di Tortigliano (che all'epoca era conosciuto anche con il nome di Tursigliano) sono del 1268, e del 1349, la chiesa appare infatti nei “decimari” della diocesi di Città di Castello e, a far data dal 1566, della nuova Diocesi di Sansepolcro.
Dai dati riportati nei registri parrocchiali e diocesani, nel 1639 Tortigliano risulta avere una popolazione di 260 persone, nella prima metà del 1700,  viene nominato don Giovanni Olivi rettore e compatrono dell'altare laterale dedicato alla Madonna del Belvedere, nel 1880 fu nominato parroco di Tortigliano don Valentino Ulivi. 
Tortigliano a quell'epoca contava 120 abitanti, suddivisi in 21 famiglie (meno della metà di quelle che vi risiedevano nel 1639), mentre nel 1935 Tortigliano contava circa 150 persone.
Dal 1962 S. Bartolomeo a Tortigliano perde la dignità di chiesa parrocchiale e viene data in economia al parroco di Castigliano.
Oggi il borgo è abitato da alcune famiglie ed è una meta di crescente interesse agrituristico.

## Luoghi di interesse
Degna di interesse è la piazza del belvedere antistante la Chiesa di S.Bartolomeo Apostolo, l'intero abitato mostra una struttura urbanistica di chiara impronta medievale.

### Architetture religiose
A Tortigliano è presente un unico luogo di culto: la Chiesa di San Bartolomeo Apostolo, attualmente non officiata.

Di forma rettangolare, dalle dimensioni esterne di circa 6 x 10 m), è costruita interamente in pietra, la facciata presenta una finestra ad occhio sovrastata da una finestra quadrangolare murata. 
Un piccolo campanile a vela in mattoni con una sola campana è situato al colmo della facciata.
A sinistra della chiesa, c'è la sacrestia mentre dietro l'abside è situata l'antica canonica dotata di tre ingressi al pianterreno e di tre finestroni al piano superiore, che si affacciano su di una balconata.
La chiesa, illuminata dalla finestrella circolare sulla facciata e da due piccole finestre ubicate nella parete esposta a Sud, custodisce un unico altare rivolto al popolo e due tele raffiguranti santi.